# Římskokatolická farnost Lipník u Hrotovic
Římskokatolická farnost Lipník u Hrotovic je územní společenství římských katolíků v třebíčském děkanství s farním kostelem sv. Jana Křtitele.

## Území farnosti
Do farnosti náleží území těchto obcí:
- Lipník s kostelem sv. Jana Křtitele,
- Klučov,
- Ostašov,
- Petrůvky

## Historie farnosti
O farnosti je první zmínka z roku 1237, prvním písemně doloženým farářem, který v Lipníku na faře bydlel, byl následující rok jistý Walther. V letech 1547 až 1620 byla lipnická fara evangelická. Po rekatolizaci spravovali farnost kněží z Myslibořic. Farnost byla obnovena až roku 1785. 

## Duchovní správci
Jmenovitý seznam duchovních správců je doložen od roku 1860. Duchovním správcem farnosti je v současnosti farář z valečské farnosti. Administrátorem excurrendo byl od 1. září 2004 do října 2015 R. D. Mgr. Jiří Bradáč. Od listopadu 2015 byl ustanoven administrátorem excurrendo ad interim R. D. Mgr. Pavel Bublan. Toho ve funkci vystřídal od 15. března následujícího roku D. PhDr. Jindřich Zdík Zdeněk Charouz, Th.D., OPraem. Od 1. srpna 2016 je správcem farnosti R. D. Mgr. Michal Seknička z Valče.
Toho od 1. srpna 2021 vystřídal R.D. Mgr. Štěpán Trčka.

## Bohoslužby
| Kostel                | Místo  | Bohoslužba (den) | Hodina                          | Poznámka     |
| --------------------- | ------ | ---------------- | ------------------------------- | ------------ |
| svatého Jana Křtitele | Lipník | neděle středa    | 11.00 17.00 (zima)/19.00 (léto) | farní kostel |

## Aktivity farnosti
Dnem vzájemných modliteb farností za bohoslovce a bohoslovců za farnosti brněnské diecéze je 28. září. Adorační den připadá na 5. února.
Na území farnosti se každoročně koná tříkrálová sbírka. V roce 2015 se při ní v Lipníku vybralo 8 159 korun, v Klučově 4 026 korun, v Ostašově 4 865 korun a v Petrůvkách 2 622 korun.  Při sbírce v roce 2018 se v Lipníku vybralo 9 832 korun, v Klučově 4 285 korun, v Ostašově 5 863 korun a v Petrůvkách 3 550 korun.
Během prázdnin nabízí farnost tábory pro mladší i starší děti a také pro rodiny s dětmi. Modlitby matek se konají každý čtvrtek na faře ve Valči.

## Kněží pocházející z farnosti
Lipnickým rodákem byl českobudějovický biskup Josef Hlouch, který měl ve zdejším kostele v roce 1926 primici. Zatím posledním novoknězem, pocházejícím z farnosti, je kapucín Jiří Kryštof Javůrek (primice 2002).